# بيل إكس-16
بيل إكس-16 (بالإنجليزية: Bell X-16)‏ هي طائرة تجريبية أنتجت في الولايات المتحدة. من صناعة بيل للطائرات. صنع منها نموذج مصغر واحد. صممت في خمسينيات القرن العشرين، كطائرة استطلاع نفاثة تعمل على علو شاهق، بني منها نموذج مصغر، ألغى المشروع قبل أن يتم الانتهاء من بناء أي طائرة إكس-16، وذلك لصالح طائرة مارتن آر بي-57. استخدم تسمية «إكس-16» كغطاء للتموية على السوفيت خلال الحرب الباردة .